# Alliance of American Football
Alliance of American Football (zkráceně také AAF) byla profesionální liga amerického fotbalu, obdoba National Football League, která byla založena roku 2018 Charliem Ebersolem a Billem Polianem. První sezóna začala 9. února 2019, týden po odehrání Super Bowlu. Ze sezóny se odehrálo osm z plánovaných deseti zápasů než bylo 3. dubna oznámeno, že liga pozastavuje činnost a propustí většinu svých zaměstnanců. O dva týdny později, 17. dubna 2019, AAF vyhlásila úpadek. Podle většinového vlastníka Toma Dundona bylo důvodem neuzavření dohody s hráčskou asociací NFLPA, která by umožňovala hráčům upsaným týmům NFL nastupovat v zápasech AAF.  Ligu tvořilo osm týmů, které byly po čtyřech rozděleny do východní konference (Eastern Conference) a západní konference (Western Conference), všechny týmy však byly z USA. AAF byla podobná NFL Europe v tom, že měla dávat zkušenosti hráčům, kteří nebyli natolik dobří, aby nastupovali v základní sestavě v NFL. 

## Týmy

### Západní konference
- Atlanta Legends
- Birmingham Iron
- Memphis Express
- Orlando Apollos

### Východní konference
- Arizona Hotshots
- Salt Lake Stallions
- San Antonio Commanders
- San Diego Fleet